# Route
Pour les articles homonymes, voir Route (homonymie).
Pour l’article ayant un titre homophone, voir Root.
Ne doit pas être confondu avec chemin ou voie de communication.

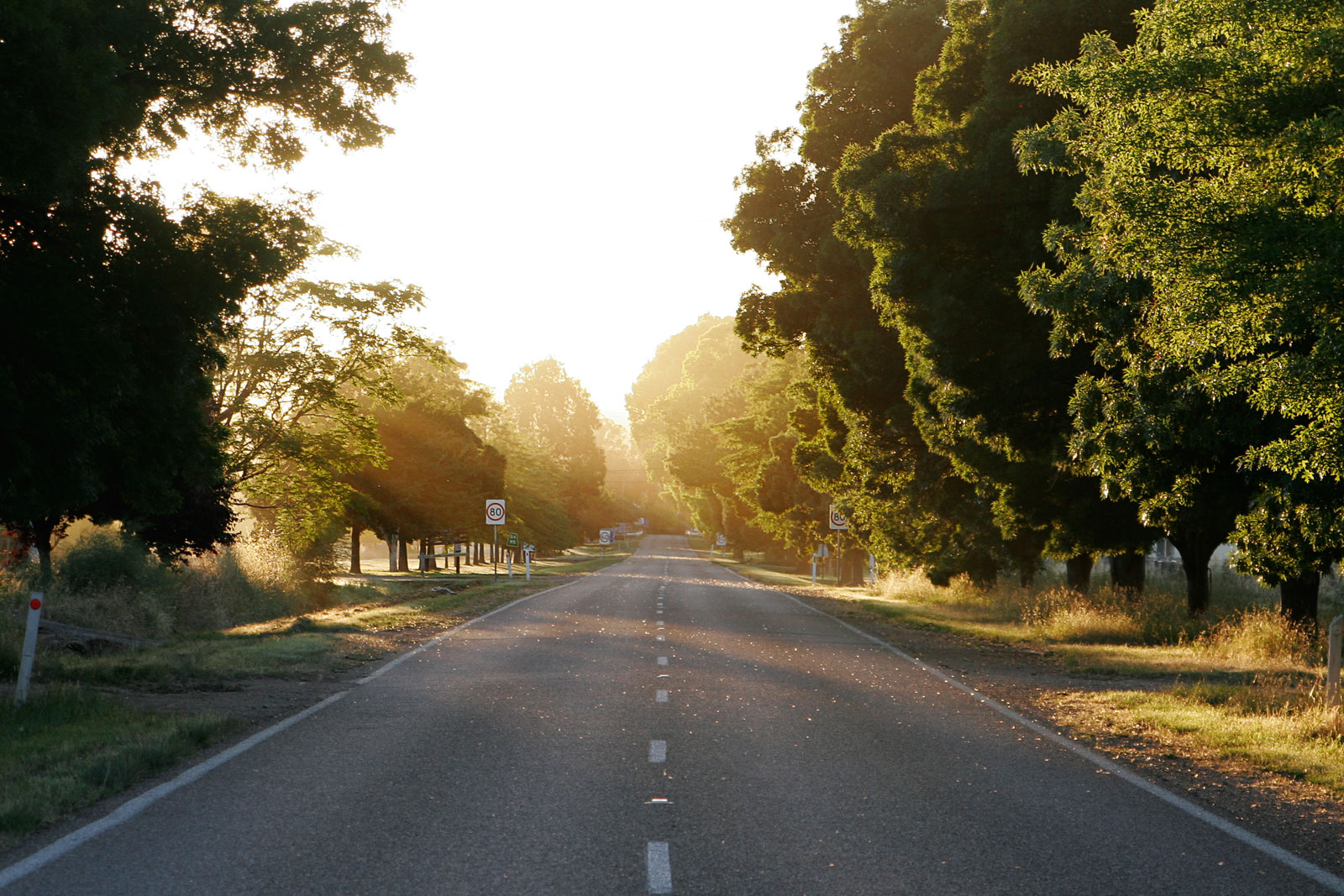
Effet de lumière sur une route australienne.

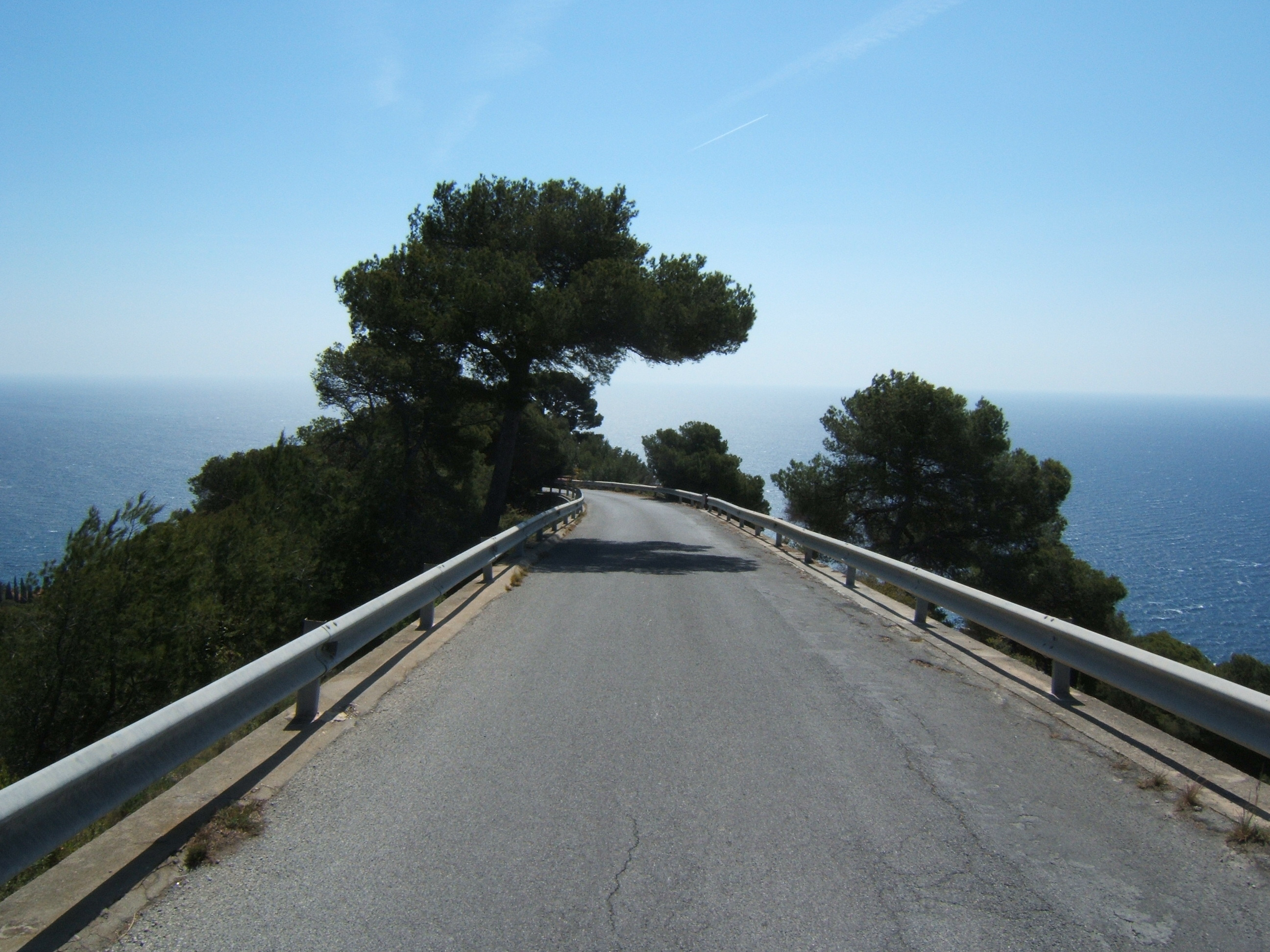
À Grimaldi (Italie), cette route secondaire semble plonger dans la mer Méditerranée.

Une route () est au sens littéral une voie terrestre (au niveau du sol ou sur viaduc) aménagée pour permettre la circulation de véhicules à roues. Ce terme s'applique plutôt aux voies importantes situées en rase campagne et ne peut être apparenté à une rue. Dans les pays vastes et peu peuplés, à la fin du XXe siècle, de nombreuses routes étaient encore des chemins empierrés ou damés (les « sentiers battus »).

## Étymologie
Le mot « route » dérive du latin « rupta (via) », « voie rompue », « voie frayée », par substantivation au féminin du participe passé « rupta » de « rumpere », « rompre » (« rumpere viam » = « ouvrir une route »).

## Histoire

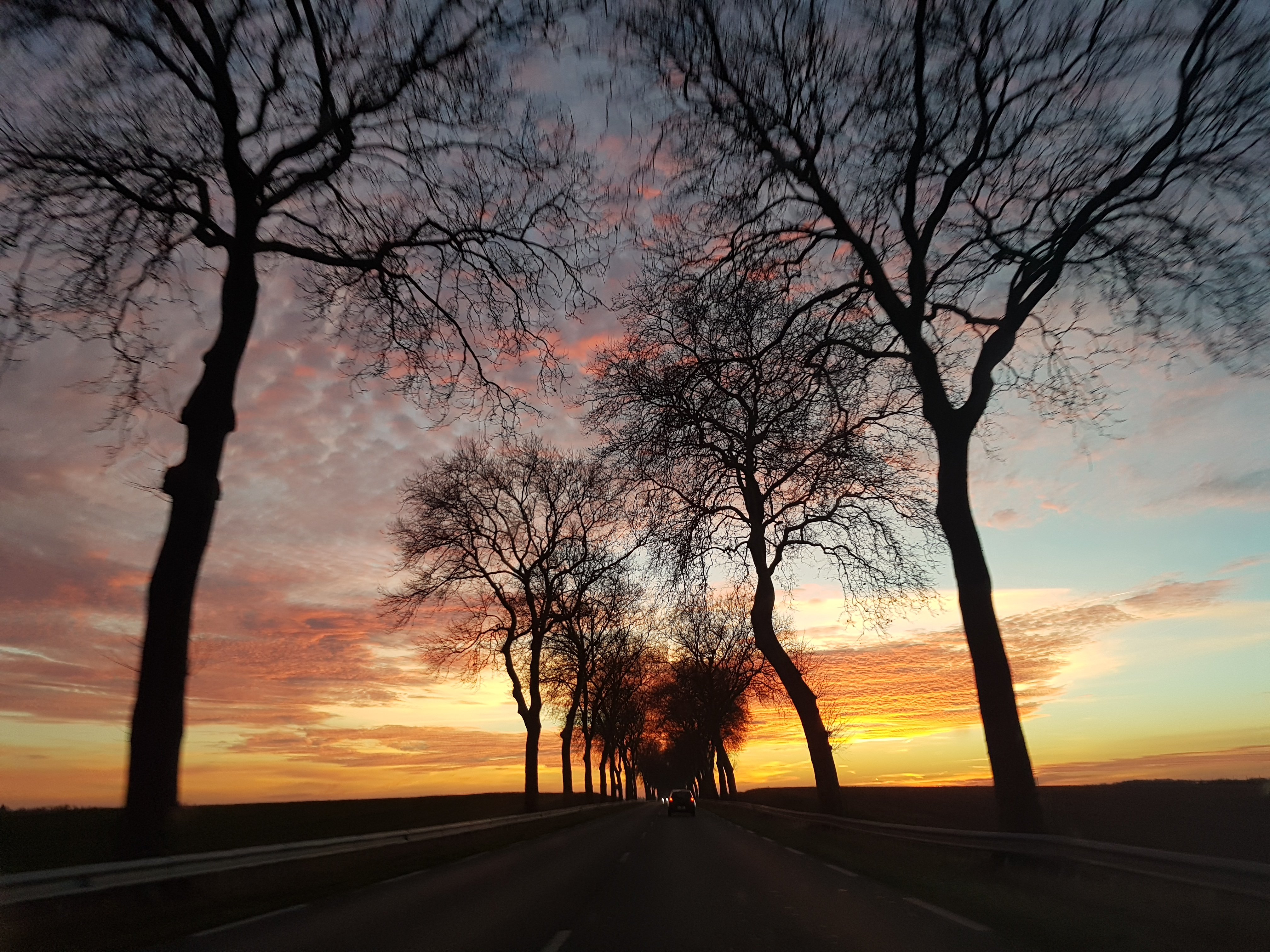
Aux, les routes françaises étaient souvent bordées d'alignements d'arbres. Ils tendent aujourd'hui à disparaître

Les premières routes sont liées à l'invention de la roue, du char et des chariots. Les Chinois disposaient d'un vaste réseau de routes. La « route de la soie » – qui relie d'Est en Ouest la Chine à la Méditerranée – est un axe commercial très ancien. Les Celtes puis les Gaulois avaient eux aussi un large réseau de bonnes routes empierrées, au sujet desquelles César n'a émis que des compliments quand il a envahi la Gaule. Les Romains reprennent ce réseau, en font daller les axes principaux par des esclaves et à terme créent d'autres routes qui accroissent encore le réseau initial. La route romaine est une chaussée reposant sur des fondations faites de matériaux stables et résistants, recouvertes par de larges dalles. La plupart de ces voies romaines existent toujours ou ont inspiré le tracé de nos routes modernes (voir en particulier en France, les photos aériennes du réseau routier dans les alentours de villes comme Bavay ou Thérouanne).
Au Moyen Âge, dans le Nord de la France, le réseau routier constitué par les chaussées Brunehaut facilite les relations avec les régions septentrionales. Ces chaussées pourraient résulter de la rénovation de très anciennes voies datant du néolithique, préservées et entretenues d'abord par les Gaulois, puis par les Romains. L'entretien des routes est assuré par la corvée, l'impôt en nature, sous forme de prestations imposées de travail ou d'apports de matériaux (cailloux, silex, chaux). En France, sous Louis XIV et Colbert, la création d'une administration spécifique - les futurs Ponts et chaussées - relance l'effort routier. Sous Louis XV, l'Aménagement du territoire est relancé : En 1764, les « chemins ferrés » sont créés par l'inspecteur général des Ponts et Chaussées Pierre Marie Jérôme Trésaguet. Celui-ci rénove les techniques d'empierrement des chaussées et crée le corps des cantonniers.

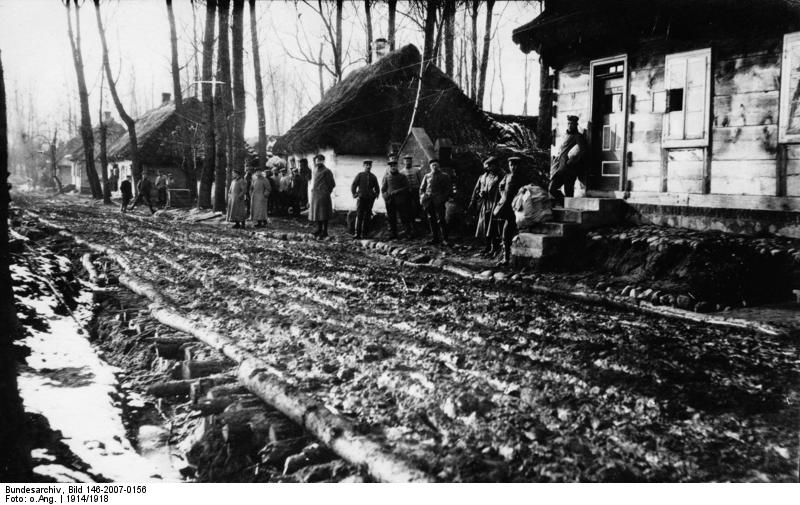
Route de rondins de bois en Pologne, 1914, permettant de circuler malgré la boue.

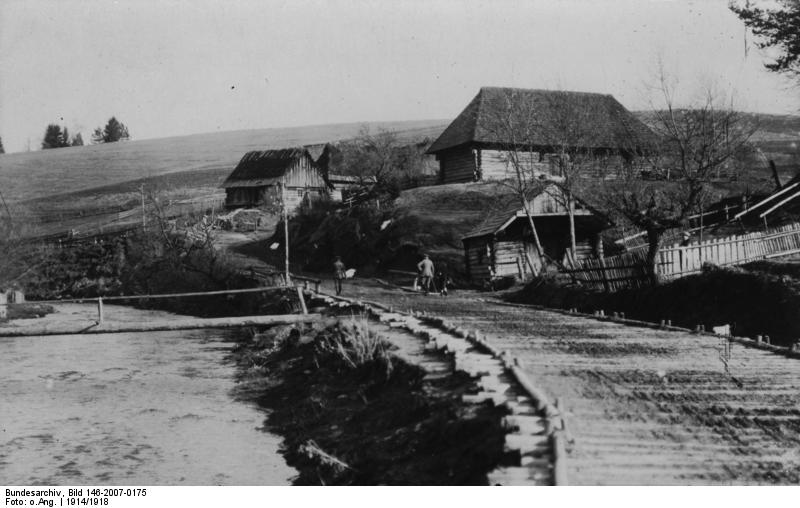
Route de rondins de bois couverts de terre (Russie, 1914).

Daniel-Charles Trudaine, contrôleur général des Ponts et chaussées met en place - sous la direction d'ingénieurs bien formés - des services qui assurent des travaux de voirie de qualité et laisse un ouvrage de référence : l'Atlas routier de Trudaine. Après les périodes troublées de la Révolution et de l'Empire, la Restauration envoie des missions en Grande-Bretagne pour y étudier les nouveaux procédés. Dans ce pays : John Loudon McAdam a publié « The present system of road making », dans lequel il expose la méthode avec laquelle il a traité près de 300 km de routes pour les rendre plus résistantes à une circulation intense. Son idée est de remplacer les fondations faites avec des pierres par le dépôt sur un sol préalablement asséché et lissé, d'une couche de petits cailloux liés avec du sable et de l'eau et qui seront tassés et agglomérés par le poids du trafic roulant. Thomas Telford autre ingénieur anglais utilise les mêmes méthodes et établit des préconisations pour le tracé et la réalisation des routes.
Au XIXe siècle, les techniques anglaises se diffusent en Europe. Le premier rouleau compresseur apparaît vers 1836. Le concasseur est mis au point en 1858 par Eli Whitney Blake, et le cyclindre compresseur à vapeur en 1859 par Louis Lemoine (ingénieur). Le début du XXe siècle voit l'essor du trafic automobile et le développement de la bicyclette, qui a besoin de chaussées de meilleure qualité. Ces dernières, préalablement tassées au rouleau compresseur, sont revêtues de goudrons, de pavés bitumineux ou d'asphalte, comme déjà fait pour les trottoirs depuis le début du XIXe siècle. L'État ou l'autorité locale, qui est chargé de la construction et de l'entretien de routes, trottoirs et caniveaux qui lui appartiennent, tente souvent d'en reporter la responsabilité sur les riverains. Le goudronnage des routes est demandé en France dès 1901 pour se protéger de la poussière soulevée par les voitures. En 1913, on compte mille kilomètres de routes goudronnées en France. La chaussée en béton n'apparaît qu'entre les deux guerres.

## Nécessité des routes
L’émergence des routes et des infrastructures routières associées réduit la pauvreté en augmentant les échanges commerciaux, en revitalisant l’entrepreneuriat, en abaissant les prix des marchandises et en améliorant les conditions de vie. Grâce aux routes, la population est desservie par les ambulances, la police, les pompiers, les services de sauvetage, de réparation et de construction. Le réseau routier développé a permis d'étendre les services médicaux et éducatifs à des zones auparavant inaccessibles.

## Typologie
Les routes peuvent être classifiées selon différents critères.
De nombreux pays, en concordance avec certains accords internationaux classent les routes en trois segments autoroutes, agglomérations, et hors agglomération hors autoroute, chacun sujet à des spécificités législatives.

### Statut administratif
Selon l'intérêt de la route:
- intérêt international : Les routes continentales, comme les routes européennes, ou les routes inter-états nord-américaines (Interstate highways), ou la transamazonienne.
- intérêt national : la typologie dépend alors de l’organisation de chaque pays.

Quelques exemples de classifications :
- En France : autoroutes – routes nationales – routes départementales – routes métropolitaines - routes communales et rurales ;
- Au Québec : autoroutes – routes nationales – routes collectrices – routes secondaires (voir : Routes provinciales du Québec) ;
- En Suisse : autoroutes – semi-autoroutes – routes principales – routes secondaires ;
- Au Brésil : routes fédérales et routes locales (voir Routes du Brésil).

### Fonctionnalité
Les routes de grande liaison, comme les autoroutes, les routes de transit, pour lesquelles la fonction d'écoulement du trafic de transit à moyenne ou grande distance est privilégiée, et les routes multifonctionnelles. Cette classification est celle qui sert de référence à la conception des routes (pour la France, voir Typologie des routes pour leur conception en France).

### Contexte géographique
- Les routes urbaines sont les routes ou rues qui traversent des agglomérations ;
- Les routes interurbaines ou routes dites« de campagne », qui ne traversent des agglomérations.

Parmi les routes qui ne traversent pas des agglomérations, on distingue :
- Les routes forestières, situées en forêt,
- Les routes de montagnes, soumises à des contraintes particulières d’aménagement et d’entretien.
- On parle parfois aussi de routes littorales (par exemple l'« autoroute des estuaires » en France)

### Type d’usagers
Les routes réservées à certaines catégories d'usagers (cyclistes ou piétons) ont des dénominations spécifiques :
- Le réseau « véloroute et voies vertes » doit en Europe permettre la circulation des vélos à moindre risque.
- Les routes ou rues piétonnes ou chemins piétons sont réservées aux piétons.

### Importance stratégique
Des routes stratégiques peuvent avoir été conçues à des fins militaires, afin d'y pouvoir circuler rapidement avec des véhicules militaires. Les voies romaines rectilignes relèvent de cette catégorie, ainsi que les premières autoroutes en Allemagne.

## Mode d’exploitation et financement
Une partie importante des impôts nationaux ou locaux sert la construction, à l'entretien et à l'éclairage des routes. En général les routes gérées par un service public sont gratuites, mais des axes urbains (ex. : à Londres pour limiter l'engorgement) ou des grands ponts (route du pont de l'Öresundsbron reliant le Danemark à la Suède) peuvent être payants (écotaxe et/ou autre péage).
La mise en œuvre du service public à l’usager, comprenant la construction de la route et son exploitation, est alors déléguée à une société concessionnaire qui investit pour construire. En France, les autoroutes sont le plus souvent clôturées et payantes (concédées à des entreprises privées comme Vinci) alors que les autres routes sont d'accès gratuit. Quelques autoroutes ou voies à chaussées séparées (comme en région Bretagne) sont gratuites et gérées par l'État ou les collectivités locales : A75, A1, A84, contournement d'agglomérations grandes ou petites (comme à Courtenay - Loiret). Leur linéaire représente un peu plus du quart de celui des autoroutes payantes (concédées).

## Revêtement
Dans les pays développés, les routes sont revêtues dans leur quasi-totalité d'un mélange de bitume et de gravillons appelé « enrobé », ou de dalles de béton. Dans une majorité de pays, le réseau routier est constitué à la fois de routes revêtues et de routes non revêtues.
Il existe des routes écologiques.En effet, si leur revêtement ne présente, en apparence, aucune différence avec le revêtement habituel, il serait composé d'un liant végétal qui remplacerait le pétrole.

## Impact sur l'environnement
Au-delà de la seule pollution routière et de la pollution lumineuse quand elles sont éclairées, les impacts des routes sont nombreux et complexes, directs et indirects (via les remembrements qu'elles induisent par exemple). Ils varient selon le contexte et sont atténués ou au contraire amplifiés selon la manière dont la route est positionnée, construite, gérée, entretenue, éventuellement déneigée ; et surtout selon ses impacts secondaires. Ils ne sont pris en compte que très imparfaitement et depuis peu (par exemple, la loi française sur les études d'impacts ne date que de 1976) ; de plus, les évaluations scientifiques prévisionnelles (ex ante) des coûts et avantages se montrent généralement très différentes (et beaucoup plus optimistes) de celles étudiant les coûts et avantages réels (ex post).
Lorsqu'elle est bitumée, une route est une surface imperméabilisée et participe donc à l'artificialisation des sols.
En 2011, l'Agence européenne de l'environnement (AEE) estimait que la fragmentation, par les routes notamment, est devenue l'une des premières causes de régression de la biodiversité en Europe. Pour la première fois, l'AEE recommande de détruire des routes anciennes et peu utilisées ou dont la circulation est en baisse, plutôt que d'en construire de nouvelles, au profit du train et d'autres alternatives et en planifiant des contournements près des zones faunistiquement importantes, au lieu de continuer à construire des routes et voies ferrées les unes à côté des autres.
Malgré l'impact négatif sur l'environnement, les autoroutes peuvent aider à préserver la nature dans un avenir lointain:
- Les routes, en tant que barrières sur le chemin, peuvent empêcher la propagation des incendies de forêt et de steppe;
- Les autoroutes contribuent à l'urbanisation, dans laquelle des millions de personnes se déplacent vers les grandes villes les plus riches, tandis que des milliers de petits villages pauvres disparaissent et sont envahis par des forêts denses[8],[9];
- Grâce aux autoroutes à grande vitesse, non seulement le bien-être matériel de la population des pays sous-développés s’améliore, mais même leur culture traditionnelle change. Libérées des vieux préjugés, de nombreuses femmes très instruites et indépendantes de ces pays ont tendance à ne pas s’encombrer de lourdes responsabilités familiales et ont rarement des enfants, ce qui entraînera une réduction de la population et un allègement de la charge sur l’environnement.

## Désignation particulière de certaines routes
Le terme « route », couplé avec une destination, est utilisé pour désigner administrativement tout ou partie de sa longueur : « route de Paris », « route de Marseille », « route du petit bois », « du stade », etc. Associé à un numéro, il sert à identifier précisément un endroit et à définir son adresse. Par convention locale, ce numéro est soit séquentiel, soit linéaire.
Si l'usage réserve habituellement le terme « route » aux voies hors agglomération, il existe encore de nombreuses exceptions.
La destination est l'usage le plus courant pour désigner une route, mais d'autres appellations existent qui, parfois, ont assuré sa célébrité.

### Quelques routes célèbres

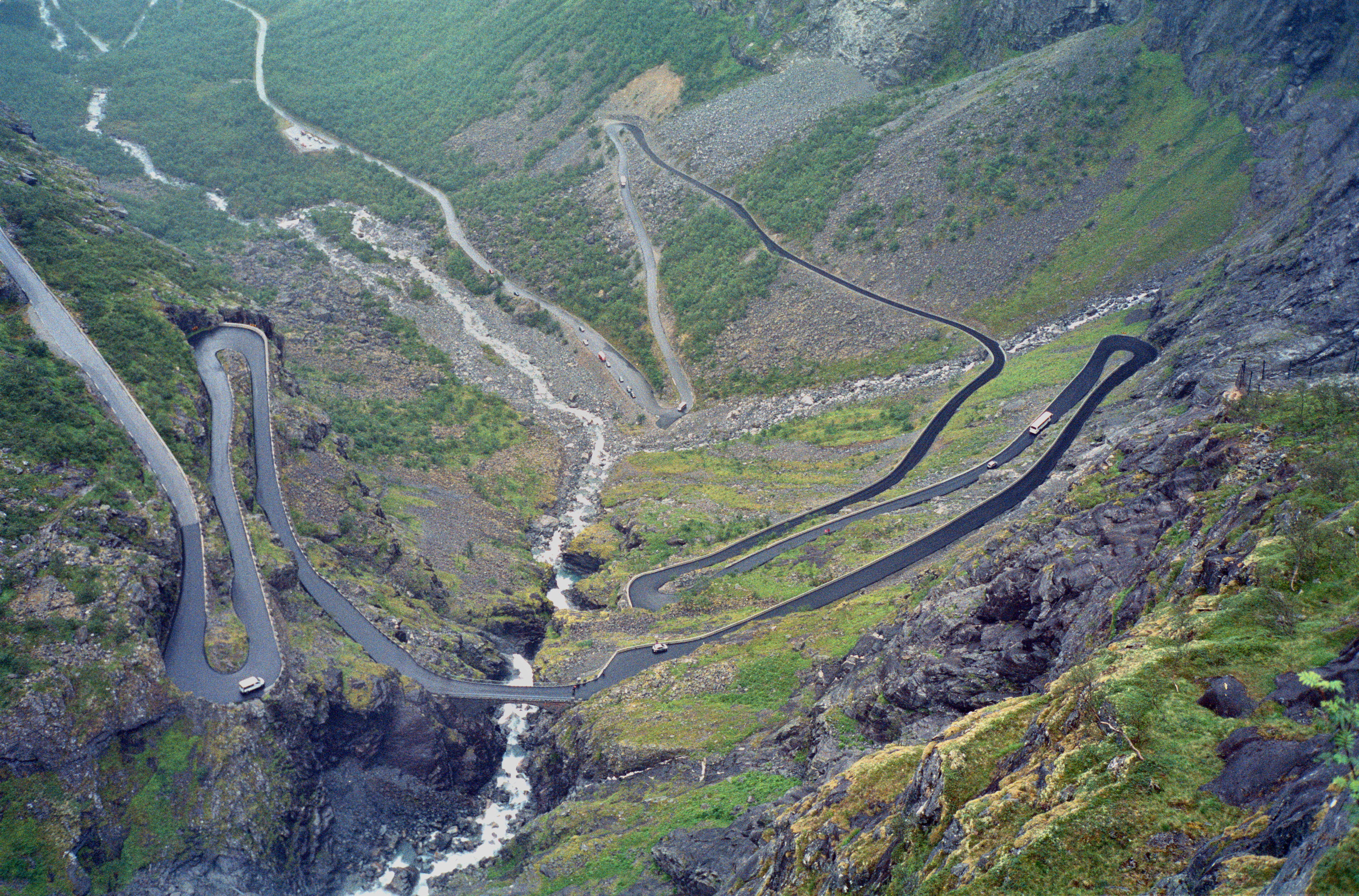
Route en lacets, à forte inclinaison (9 %, Trollstigen, Norvège).

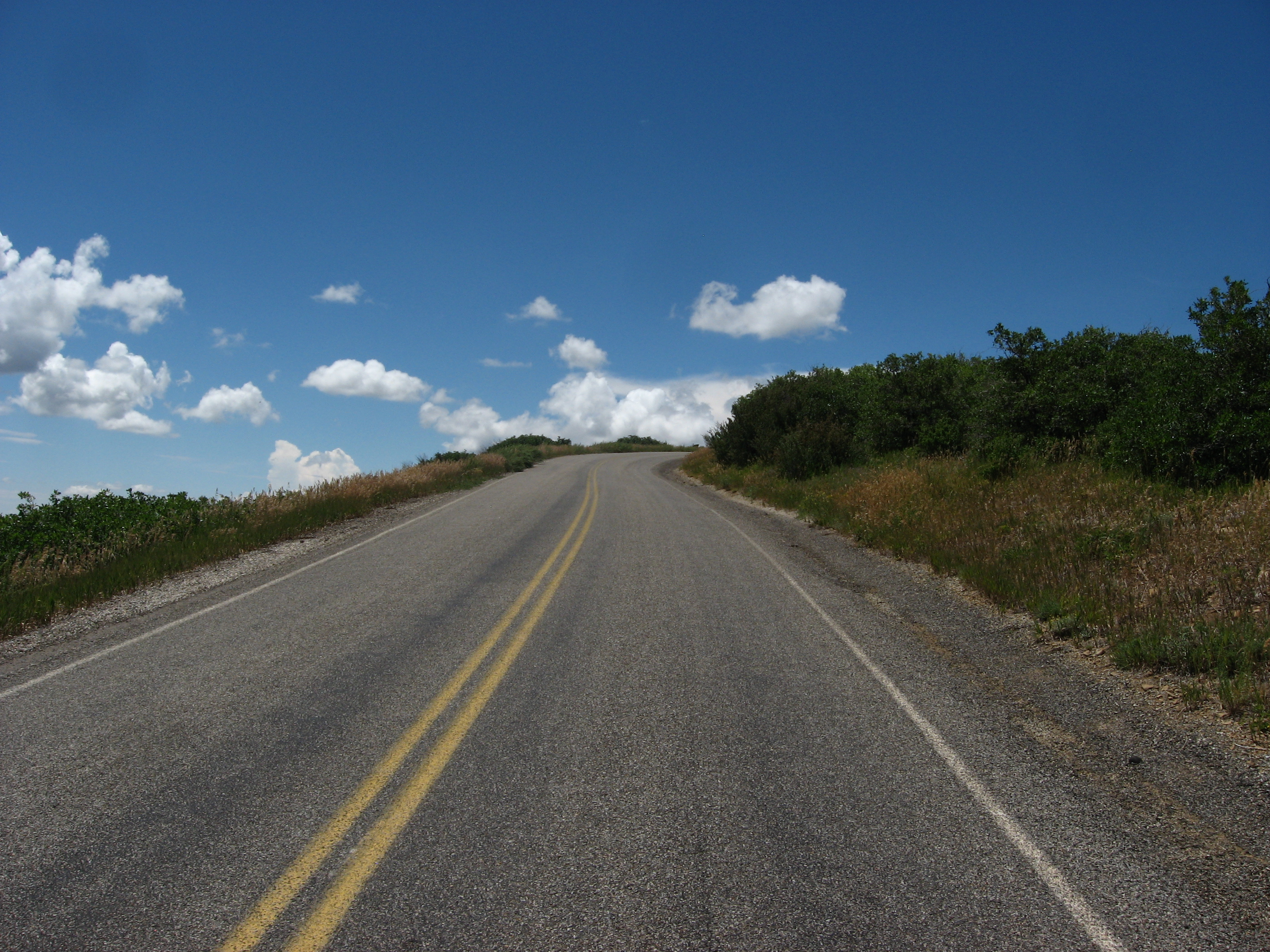
La Wetherill Mesa Road, au Colorado.

- la route de la soie, au nord de l'Inde ;
- Route 66, dans l'ouest des États-Unis ;
- la Grand Trunk Road, de l'Inde à l'Afghanistan ;
- les chemins de Saint Jacques, en Espagne ;
- la voie Appienne, la voie Domitienne et la voie Agrippa, voies romaines ;
- la route nationale 7, en France ;
- la route Napoléon, en France ;
- la route nationale 12 (France), en France ;
- la route nationale 4 en Belgique ;
- la Route 128, qui ceinture la ville de Boston ;
- la Route royale (Louis XIV) ;
- la route transcanadienne, au Canada ;
- la route des Yungas, en Bolivie ;